# Теорія категорій
Теорія категорій — розділ математики, що вивчає властивості відношень між математичними структурами, незалежно від внутрішньої будови структур; абстрагується від множин та функцій до діаграм, де об'єкти сполучені морфізмами (стрілками).
Теорія категорій посідає центральне місце в сучасній математиці, а також має застосування в інформатиці та теоретичній фізиці.
Сучасне викладання алгебричної геометрії та гомологічної алгебри основане на теорії категорії. Поняття теорії категорій використане в мові функційного програмування Haskell.

## Історія
Поняття категорія було введено в 1945 році. Своїм походженням теорія категорій завдячує алгебраїчній топології. Подальші дослідження виявили об'єднувальну та уніфікувальну роль поняття категорія і пов'язаного з ним поняття функтора для багатьох розділів математики.
Теоретико-категорний аналіз основ теорії гомології привів до виділення у середині 50-х рр. 20 ст. так званих абелевих категорій, в рамках яких виявилося можливим здійснити основні побудови гомологічної алгебри. У 60-і рр. 20 ст. позначилася дедалі більша цікавість до неабелевих категорій, спонуканий задачами логіки, загальної алгебри, топології і алгебраїчної геометрії. Інтенсивний розвиток універсальної алгебри і аксіоматична побудова теорії гомотопій поклали початок різним напрямам досліджень: категорному дослідженню многовидів універсальної алгебри, теорії ізоморфізмів прямих розкладів, теорії зв'язаних функторів і теорії двоїстості функторів. Подальший розвиток виявив істотний взаємозв'язок між цими дослідженнями. Завдяки виникненню теорії відносних категорій, що широко використовує техніку зв'язаних функторів і замкнутих категорій, була встановлена двоїстість між теорією гомотопій і теорією універсальних алгебр, заснована на інтерпретації категорних визначень моноїда і комоноїда у відповідних функторів. Інший спосіб введення додаткових структур в категоріях пов'язаний із заданням в категоріях топології і побудові категорії пучків над топологічною категорією (так зв. топоси).

## Визначення

### Категорія
Категорія {\displaystyle {\mathcal {C}}} складається з класу {\displaystyle {\text{Ob}}_{\mathcal {C}}}, елементи якого називаються об'єктами категорії, та класу {\displaystyle {\text{Mor}}_{\mathcal {C}}}, елементи якого називаються морфізмами категорії. Ці класи повинні задовольняти такі умови:
1. Кожній впорядкованій парі об'єктів А, В зіставлено клас {\displaystyle {\text{Hom}}_{\mathcal {C}}(A,B)}; якщо {\displaystyle f\in {\text{Hom}}_{\mathcal {C}}(A,B)}, то А називається початком, або областю визначення морфізму f, а В — кінець, або область значень f.
2. Кожен морфізм категорії належить одному і лише одному класу {\displaystyle {\text{Hom}}_{\mathcal {C}}(A,B)}.
3. У класі {\displaystyle Mor_{\mathcal {C}}} заданий частковий закон множення: добуток морфізмів {\displaystyle f\in {\text{Hom}}(A,B)} та {\displaystyle g\in {\text{Hom}}(C,D)} визначено тоді і тільки тоді, коли В=С, він позначається {\displaystyle g\circ f} і належить класу {\displaystyle {\text{Hom}}(A,D)}.
4. Справедливий закон асоціативності: {\displaystyle h\circ (g\circ f)=(h\circ g)\circ f} для будь-яких морфізмів, для яких дані добутки визначені.
5. У кожному класі {\displaystyle {\text{Hom}}(A,A)} визначений такий морфізм {\displaystyle id_{A}}, що {\displaystyle f\circ id_{A}=id_{B}\circ f=f} для {\displaystyle f\in {\text{Hom}}(A,B)}; морфізми {\displaystyle id_{A}} називаються одиничними, тотожними, або одиницями.

Замітка: клас об'єктів звичайно не є множиною в сенсі аксіоматичної теорії множин. Категорія, в якій об'єкти складають множину, називається малою. Крім того, у принципі можливо (з невеликим виправленням визначення) розглядати категорії, в яких морфізми між будь-якими двома об'єктами також утворюють клас, або навіть велику структуру.

### Приклади категорій
- Set — категорія множин. Об'єктами є множини, морфізмами — відображення множин, а множення збігається з послідовним виконанням відображень.
- Top — категорія топологічних просторів. Об'єктами є топологічні простори, морфізмами — всі неперервні відображення топологічних просторів, а множення знову збігається з послідовним виконанням відображень.
- Group — категорія груп. Об'єктами є групи, морфізмами — всі гомоморфізми груп, а множення збігається з послідовним виконанням гомоморфізмів. За аналогією можна ввести категорію кілець і т. д.
- VectK — категорія векторних просторів над полем K. Морфізми — лінійні відображення векторних просторів.
- Rel — категорія бінарних відношень множини; клас об'єктів цієї категорії збігається з класом об'єктів Set, а морфізмами множини А в множину В є бінарні відношення цих множин, тобто всілякі підмножини декартового добутку А×В; множення збігається з множенням бінарних відношень.
- Моноїд є категорією з одним об'єктом, навпаки, кожна категорія, що складається з одного об'єкта, є моноїдом.
- Для будь-якої частково впорядкованої множини можна побудувати малу категорію, об'єктами якої є елементи множини, причому між елементами x і y існує єдиний морфізм тоді і тільки тоді, коли x≤y (зрозуміло, слід відрізняти цю категорію від категорії частково впорядкованих множин).

Всі перелічені вище категорії допускають ізоморфне вкладення в категорію множин. Категорії з такою властивістю називаються конкретними. Не всяка категорія є конкретною, наприклад, категорія, об'єктами якої є всі топологічні простори, а морфізмами — класи гомотопних відображень.

### Комутативні діаграми

Категорія з об'єктами X, Y, Z та морфізмами f, g

Стандартним способом опису тверджень теорії категорій є комутативні діаграми. Комутативна діаграма — це орієнтований граф, у вершинах якого знаходяться об'єкти, а стрілками є морфізми або функтори, причому результат композиції стрілок не залежить від вибраного шляху. Наприклад, аксіоми теорії категорій можна записати за допомогою діаграм:

### Двоїстість
Для категорії {\displaystyle {\mathcal {C}}} можна визначити двоїсту категорію {\displaystyle {\mathcal {C}}^{op}}, у якій:
- об'єкти збігаються з об'єктами початкової категорії;
- морфізми одержуються «обертанням стрілок»: {\displaystyle {\text{Hom}}_{{\mathcal {C}}^{op}}(B,A)\simeq {\text{Hom}}_{\mathcal {C}}(A,B)}

Взагалі, для будь-якого твердження теорії категорій можна сформулювати подвійне твердження за допомогою звернення стрілок. Часто подвійне явище позначається тим же терміном з приставкою ко- (див. приклади далі).
Справедливий принцип двоїстості: твердження р істинно в теорії категорій тоді і тільки тоді, коли в цій теорії істинно двоїсте твердження р*. Багато понять і результатів в математиці виявилися двоїстими один одному з точки зору понять теорії категорій: ін'єктивність і сюр'єктивність, многовиди і радикали в алгебрі і т. д.

### Морфізми
- Морфізм {\displaystyle f\in {\text{Hom}}(A,B)} називається ізоморфізмом, якщо існує такий морфізм {\displaystyle g\in {\text{Hom}}(B,A)}, що {\displaystyle g\circ f=id_{A}} та {\displaystyle f\circ g=id_{B}}. Два об'єкти, між якими існує ізоморфізм, називаються ізоморфними. Зокрема, тотожний морфізм є ізоморфізмом, тому будь-який об'єкт ізоморфний сам собі.

- Морфізми, в яких початок і кінець збігаються, називають ендоморфізмами. Множина ендоморфізмів {\displaystyle \ {\text{End}}(A)={\text{Hom}}(A,A)} є моноїдом щодо операції композиції з одиничним елементом {\displaystyle \ id_{A}}.

- Ендоморфізми, які одночасно є ізоморфізмами, називаються автоморфізмами. Автоморфізми будь-якого об'єкта утворюють групу автоморфізмів {\displaystyle \ {\text{Aut}}(A)} по композиції.

- Мономорфізм — це морфізм {\displaystyle f\in {\text{Hom}}(A,B)} такий, що для будь-яких {\displaystyle g_{1},g_{2}\in {\text{Hom}}(X,A)} з {\displaystyle f\circ g_{1}=f\circ g_{2}} випливає, що {\displaystyle \ g_{1}=g_{2}}.

Композиція мономорфізмів є мономорфізмом.
- Епіморфізм — це такий морфізм, що для будь-яких {\displaystyle g_{1},g_{2}\in {\text{Hom}}(B,X)} з {\displaystyle g_{1}\circ f=g_{2}\circ f} слідує {\displaystyle \ g_{1}=g_{2}}.

- Біморфізм — це морфізм, що є одночасно мономорфізмом і епіморфізмом. Будь-який ізоморфізм є біморфізмом, зворотне, взагалі кажучи, вірно не для всіх категорій.

Мономорфізм, епіморфізм і біморфізм є узагальненнями понять ін'єктивного, сюр'єктивного і бієктивного відображення відповідно.

### Універсальні об'єкти
Початковий (універсально відштовхуючий) об'єкт категорії — це такий об'єкт, з якого існує єдиний морфізм в будь-який інший об'єкт.
Якщо початкові об'єкти в категорії існують, то всі вони ізоморфні.
Двоїстим чином визначається термінальний (універсально притягуючий) об'єкт — це такий об'єкт, в який існує єдиний морфізм з будь-якого іншого об'єкта.
Приклад: У категорії Set ініціальним об'єктом є порожня множина {\displaystyle \emptyset }, термінальним — множина з одного елементу {\displaystyle \{\cdot \}}.
Приклад: У категорії Group ініціальний і термінальний об'єкт збігаються — це група з одного елементу.

### Добуток і сума об'єктів
- Добуток об'єктів {\displaystyle X_{1}} та{\displaystyle X_{2}} — це об'єкт {\displaystyle X_{1}\times X_{2}} з морфізмами {\displaystyle \pi _{1}:X_{1}\times X_{2}\to X_{1}} та {\displaystyle \pi _{2}:X_{1}\times X_{2}\to X_{2}} такими, що для будь-якого об'єкта {\displaystyle Y} з морфізмами {\displaystyle f_{1}:Y\to X_{1}} та {\displaystyle f_{2}:Y\to X_{2}} існує єдиний морфізм {\displaystyle f:Y\to X_{1}\times X_{2}} такий, що {\displaystyle f\circ \pi _{1}=f_{1},\quad f\circ \pi _{2}=f_{2}}.

Морфізми {\displaystyle \pi _{1}:X_{1}\times X_{2}\to X_{1}} та {\displaystyle \pi _{2}:X_{1}\times X_{2}\to X_{2}} називаються проєкціями.
- Дуально визначається кодобуток (пряма сума): {\displaystyle X_{1}+X_{2}} об'єктів {\displaystyle X_{1}} і {\displaystyle X_{2}}. Відповідні морфізми {\displaystyle i_{1}:X_{1}\to X_{1}+X_{2}} та {\displaystyle i_{2}:X_{2}\to X_{1}+X_{2}} називаються вкладеннями. Не зважаючи на свою назву, в загальному випадку вони можуть і не бути мономорфізмами.

Якщо добуток і кодобуток існують, то вони визначаються однозначно з точністю до ізоморфізму.

#### Приклади
- У категорії Set прямий добуток A і B — це добуток в сенсі теорії множин {\displaystyle A\times B}, а пряма сума — диз'юнктне об'єднання {\displaystyle A\sqcup B}.
- У категорії Ring пряма сума — це тензорний добуток {\displaystyle A\otimes B}, а прямий добуток — сума кілець {\displaystyle A\oplus B}.
- У категорії VectK прямий добуток і пряма сума ізоморфні — це сума векторних просторів {\displaystyle A\oplus B}.

## Фактор-категорія
Фактор-категорія — конструкція, яка є аналогічною конструкції фактор-множини або фактор-алгебри. Нехай {\displaystyle R} — довільна категорія, у класі морфізмів {\displaystyle \mathrm {Mor} \,R} задане відношення еквівалентності {\displaystyle \sim ,} яке задовільняє наступним умовам
- якщо {\displaystyle \alpha \sim \beta ,} то кінці морфізмів {\displaystyle \alpha } та {\displaystyle \beta } співпадають;
- якщо {\displaystyle \alpha \sim \beta ,\,\,\gamma \sim \delta } та добуток {\displaystyle \alpha \gamma } визначений, то {\displaystyle \alpha \gamma \sim \beta \delta .}

Через {\displaystyle [\alpha ]} позначається клас еквівалентності морфізму {\displaystyle \alpha .} Фактор-категорією категорії {\displaystyle {\mathcal {R}}} по відношенню еквівалентності називається категорія {\displaystyle {\mathcal {R}}/\sim ,} у якої ті самі об'єкти, що й у {\displaystyle {\mathcal {R}},} а для будь-якої пари об'єктів {\displaystyle A,B} множина морфізмів {\displaystyle \mathrm {Mor} (A,B)\in {\mathcal {R}}/\sim } складається з класів еквівалентності {\displaystyle [\alpha ],} де {\displaystyle \alpha :A\rightarrow B} у {\displaystyle R;} добуток морфізмів {\displaystyle [\alpha ],[\beta ]} визначається формулою {\displaystyle [\alpha ][\beta ]=[\alpha \beta ].}
Усяка мала категорія є фактор-категорії шляхів над підходячим орієнтованим графом.
Ядерна пара морфізму — узагальнення поняття еквівалентности, індукованого відображенням однієї множини у іншу. Морфізми {\displaystyle \vartheta _{1},\vartheta _{2}:R\rightarrow A} категорії {\displaystyle {\mathcal {R}}} є ядерною парою морфізму {\displaystyle \alpha :A\rightarrow B,} якщо {\displaystyle \vartheta _{1}\alpha =\vartheta _{2}\alpha } та якщо для пари довільних морфізмів {\displaystyle \varphi ,\psi :X\rightarrow A,} для якої {\displaystyle \varphi \alpha =\psi \alpha ,} існує такий єдиний морфізм {\displaystyle \gamma :X\rightarrow R,} що {\displaystyle \varphi =\gamma \vartheta _{1}} та {\displaystyle \psi =\gamma \vartheta _{2}.}

## Функтори
Функтори — відображення категорій, що зберігають структуру. Точніше
- (Коваріантний) функтор {\displaystyle {\mathcal {F}}:{\mathcal {C}}\to {\mathcal {D}}} ставить у відповідність кожному об'єктові категорії {\displaystyle {\mathcal {C}}} об'єкт категорії {\displaystyle {\mathcal {D}}} і кожному морфізму {\displaystyle f:A\to B} морфізм {\displaystyle F(f):F(A)\to F(B)} так, що
  - {\displaystyle F(id_{A})=id_{F(A)}\,} і
  - {\displaystyle F(g)\circ F(f)=F(g\circ f)}.

- Контраваріантний функтор, або кофунктор — це функтор з {\displaystyle {\mathcal {C}}} у {\displaystyle {\mathcal {D}}^{op}}, тобто «функтор, що перевертає стрілки».

## Мала категорія
Клас об'єктів не обов'язково є множиною у сенсі аксіоматичної теорії множин. Категорія {\displaystyle {\mathcal {C}}}, у якій об'єкти {\displaystyle \mathrm {Ob} \,{\mathcal {C}}} є множиною та морфізми {\displaystyle Mor({\mathcal {C}})} є множиною, називається малою.
Нехай {\displaystyle {\mathcal {F}}:\mathbb {C} \rightarrow \mathbb {D} } — функтор з малої категорії у довільну. Шаром {\displaystyle {\mathcal {F}}/d} функтора {\displaystyle {\mathcal {F}}} над {\displaystyle a\in \mathrm {Ob} \,\mathbb {D} } є категорія, об'єктами якої є пари {\displaystyle (a,\alpha )} об'єктів {\displaystyle a\in \mathrm {Ob} \,\mathbb {C} } та морфізмів {\displaystyle \alpha :Sa\rightarrow d} категорії {\displaystyle \mathbb {D} }, а морфізмами {\displaystyle (a,\alpha )\rightarrow (b,\beta )} між парами — трійки {\displaystyle (f,\alpha ,\beta )} морфізмів {\displaystyle f\in \mathbb {C} (a,b),\,\,a\in \mathbb {D} (Sa,d),\,\,\beta \in \mathbb {D} (Sb,\,\beta )} таких, що {\displaystyle \beta \circ Sf=\alpha .} Двоїсто, ко-шаром {\displaystyle d/S} називається категорія, яка складається з пар {\displaystyle (a,\alpha )} об'єктів {\displaystyle a\in \mathrm {Ob} \,\mathbb {C} } та морфізмів {\displaystyle \alpha :d\rightarrow Sa,} у якій морфізмами {\displaystyle (a,\alpha )\rightarrow (b,\beta )} є трійки {\displaystyle (f,a\rightarrow b,\alpha ,\beta ),} які задовільняють співвідношенню {\displaystyle Sf\circ \alpha =\beta .} Функтор {\displaystyle {\mathcal {H}}_{d}:d/S\rightarrow \mathbb {C} } (або, відповідно, {\displaystyle {\mathcal {H}}_{d}:S/d\rightarrow \mathbb {C} }), який діє як {\displaystyle (a,\alpha )\mapsto a} на об'єктах й як {\displaystyle (f,\alpha ,\beta )\mapsto f} на морфізмах, називається забуваючим функтором.

## Тензорна категорія
Нехай {\displaystyle {\mathcal {C}}} категорія та нехай {\displaystyle \otimes :{\mathcal {C}}\times {\mathcal {C}}\rightarrow {\mathcal {C}}} — функтор, які називаються тензорним добутком. Категорія називається тензорною, якщо виконуються наступні умови:
1. Заданий деякий ізоморфізм функторів {\displaystyle a:\otimes (\otimes \times 1)\rightarrow (1\times \otimes ).} Це значить, що для {\displaystyle U,V,W,X\in {\mathcal {C}}} є ізоморфізм.
2. Виконується аксіома п'ятикутника: {\displaystyle \forall \,\,U,V,W,X\in {\mathcal {C}}\quad \quad a_{U,V,W\otimes X}\circ a_{U\otimes V,W,X}=(1_{U}\otimes a_{V,W,X})\circ a_{U,V\otimes W,X}\circ a_{U,V,W\otimes 1_{X}}.}
3. Є об'єкт {\displaystyle I,} для якого задані натуральні ізоморфізми {\displaystyle l:\otimes (I\times 1)\rightarrow 1} та {\displaystyle r:\otimes (1\times I)\rightarrow 1.}
4. Виконується аксіома трикутника:

{\displaystyle V,W\in {\mathcal {C}}\quad \quad (1_{V}\otimes l_{W})\circ a_{V,I,W}=r_{V}\otimes 1_{W}.}
Наприклад, для трійок {\displaystyle U,V,W\in {\mathcal {C}}} та {\displaystyle f,g,h\in \mathrm {Mor_{\mathcal {C}}} } є такий ізоморфізм {\displaystyle a_{U,V,W}:(U\otimes V)\otimes W\rightarrow U\otimes (V\otimes W)}, що діаграма
є комутативною.

## Категорія Дрінфельда
Володимир Гершонович Дрінфельд визначив квазі-трикутну моноїдальну категорію. Нехай {\displaystyle {\mathfrak {C}}} — категорія, об'єктами якої є {\displaystyle {\mathfrak {g}}}-модулі, а {\displaystyle \mathrm {Hom} _{\mathfrak {C}}(U,W)=\mathrm {Hom} _{\mathfrak {g}}(U,W)[[n]].} Це — {\displaystyle C}-лінійна адитивна категорія. Тепер нехай {\displaystyle V_{1},V_{2},V_{3}\in {\mathfrak {C}}.} Розгляньмо гомоморфізм {\displaystyle \theta :T_{3}[[\hbar ]]\rightarrow End(V_{1}\otimes V_{2}\otimes V_{3}),} який визначається формулою {\displaystyle \theta (t_{ij}=\Omega _{ij})}, і {\displaystyle \Phi _{V_{1}V_{2}V_{3}}=\theta (\Phi ).} Тут {\displaystyle \Phi } є морфізмом асоціативності (асоціатором Дрінфельда). Через {\displaystyle \Omega } позначений елемент Казіміра. Через {\displaystyle T_{3}[[\hbar ]]} позначені співвідношення шестикутника. Для довільних {\displaystyle V_{1},V_{2}\in {\mathfrak {C}}} має місце тензорний добуток {\displaystyle V_{1}\otimes V_{2}.} Морфізм асоціативності {\displaystyle \Phi _{V_{1}V_{2}V_{3}}} є елементом {\displaystyle \mathrm {Hom} _{\mathfrak {C}}((V_{1}\otimes V_{2})\otimes V_{3},\,\,V_{1}\otimes (V_{2}\otimes V_{3})).} Для {\displaystyle V_{1},V_{2}\in {\mathfrak {C}}} визначмо також скручення {\displaystyle {\mathfrak {S}}_{V_{1}V_{2}}:V_{1}\otimes V_{2}\rightarrow V_{2}\otimes V_{1}} формулою {\displaystyle {\mathfrak {S}}_{V_{1}V_{2}}=s\circ \exp(\hbar \Omega /2),} де {\displaystyle s} є перестановкою. Морфізми {\displaystyle \Phi _{V_{1}V_{2}V_{3}},\,\,{\mathfrak {S}}_{V_{1}V_{2}}} визначають структуру квазі-трикутної категорії на {\displaystyle {\mathfrak {S}}.}

## Функтор Сера
Функтором Сера триангульованої {\displaystyle C}-лінійної {\displaystyle \mathrm {Hom} }-скінченної категорії {\displaystyle {\mathcal {A}}} є коваріантний адитивний функтор {\displaystyle F:{\mathcal {A}}\rightarrow {\mathcal {A}},} який комутує із зсувами, якщо має місце автоеквівалентність {\displaystyle F:{\mathcal {A}}\rightarrow {\mathcal {A}}} така, що мають місце біфункторіальні ізоморфізми
{\displaystyle \mathrm {Hom} _{\mathcal {A}}(E,G)\cong D\mathrm {Hom} _{\mathcal {A}}(G,F(E)),}
де {\displaystyle D=\mathrm {Hom} _{C}(-,k),\,\,\,E,G\in \mathrm {Ob} \,{\mathcal {A}}.} Якщо функтор Сера існує, то він єдиний з точністю до ізоморфізму.
Для гладкого проективного многовиду {\displaystyle M} розмірності {\displaystyle n} й канонічного пучка {\displaystyle \omega _{M}=\land ^{n}\Omega _{M}} класична двоїстість Сера
{\displaystyle H^{i}(M,{\mathfrak {F}})\cong D\,\,\mathrm {Ext} ^{n-i}({\mathfrak {F}},\omega _{M}),}
де {\displaystyle {\mathfrak {F}}\in \mathrm {coh} (M),} є наслідком того, що {\displaystyle F=-\otimes \omega _{M}[n]} є функтором Сера на довільній категорії обмежених комплексів когерентних пучків {\displaystyle D^{b}(\mathrm {coh} (M)).} Якщо на триангульованій {\displaystyle C}-лінійній {\displaystyle \mathrm {Hom} }-скінченній категорії {\displaystyle {\mathcal {A}}} є функтор Сера, то така категорія є категорією із двоїстістю Сера.
Нехай {\displaystyle A} — скінченновимірна алгебра над {\displaystyle C,} яка має скінченну гомологічну розмірність, {\displaystyle {\mathcal {A}}=D^{b}(A-\mathrm {mod} )} — довільна категорія скінченновимірних лівих {\displaystyle A}-модулів. Наявні два функтори дуалізації, які переводять {\displaystyle D^{b}(A-\mathrm {mod} )} у {\displaystyle D^{b}(\mathrm {mor} -A)} (праві моулі), й навпаки:
{\displaystyle D^{b}(A-\mathrm {mod} ){\overset {\delta }{\rightarrow }}D^{b}(\mathrm {mod} -A){\overset {d}{\rightarrow }}D^{b}(A-\mathrm {mod} ),}
{\displaystyle \delta (M^{*})=R\,\,\mathrm {Hom} _{A}(M^{*},A);\quad \quad d(M^{*})=\mathrm {Hom} _{C}(M^{*},C).}
Тут {\displaystyle \mathrm {mod} -A} — категорія скінченнопороджених модулів над скінченновимірною {\displaystyle C}-алгеброю {\displaystyle A} глобальної розмірності. Композиція {\displaystyle F=d\circ \delta } називається функтором Накаями й є функтором Сера у категорії {\displaystyle {\mathcal {A}}=D^{b}(A-\mathrm {mod} ).}
Тріагнульована {\displaystyle C}-лінійна {\displaystyle \mathrm {Hom} }-скінченна категорія {\displaystyle {\mathcal {A}}} називається категорією Калабі-Яу, якщо триангульований {\displaystyle n}-кратний функтор зсуву {\displaystyle [n]} є функтором Сера. Найменше {\displaystyle n\geq 0} називається розмірністю Калабі-Яу категорії {\displaystyle {\mathcal {A}}} й позначається {\displaystyle \mathrm {CYdim} ({\mathcal {A}}).} Якщо категорія {\displaystyle {\mathcal {A}}} не є категорією Калабі-Яу, то {\displaystyle \mathrm {CYdim} ({\mathcal {A}})=\infty .}
Триангульовані категорії із двоїстістю Сера представляють інтерес тому, що на спадкових абелевих категоріях {\displaystyle \mathbb {A} } Нетер є двоїстість Сера.

## Мультикатегорія
Мультикатегорією є набір об'єктів {\displaystyle a,b,...,} стрілок {\displaystyle f_{1},f_{2},...,} операція композиції визначається як у звичайній категорії. У звичайній категорії область визначення {\displaystyle \mathrm {dom\,} f} — одиничний об'єкт, тоді як у мультикатегорії це скінченна множина об'єктів. Іншими словами, для звичайної категорії {\displaystyle a\rightarrow b,} тоді як у мультикатегорії {\displaystyle {\begin{bmatrix}a_{1}\\a_{2}\\...\\a_{k}\end{bmatrix}}\rightarrow b,\quad k\in \mathbb {N} .}